# الجماعة 2 (مسلسل)
مسلسل الجماعة 2، هو الجزء الثاني للمسلسل الذي تم عرضة عام 2010 تحت نفس الاسم الجماعة والذي تحدث عن نشئة حركة جماعة الاخوان المسلمين في مصر، حيث يكتب السيناريو الكاتب وحيد حامد، بعد فترة طويلة من الكتابة والبحث استغرقت سنوات، حيث عمل على توثيق السيناريو من خلال بعض المراجع التي لجأ اليها. ويقوم باخراج المسلسل المخرج شريف البنداري، وتم البدء بالتصوير للجزء الثاني عقب انتهاء شهر رمضان من عام 2016، ليكون الممثلون قد انتهوا من تصوير أعمالهم، ويتفرغوا تماما للمسلسل. ويشارك في المسلسل نخبة من الفنانين منهم صابرين  بدور زينب الغزالي،  وعبد العزيز مخيون دور «حسن الهضيبي»، والفنان محمد فهيم دور «سيد قطب»، وياسر المصري دور «الرئيس جمال عبد الناصر»، ويستمر أحمد عزمي بشخصيته التي قدمها في الجزء الأول وهي شخصية «عبد الرحمن السندي».

## كتابة السيناريو
تم اعداد اسيناريو من الكاتب على ثلاث مراحل لثلاثة عهود «الإخوان والملك»، و«الإخوان وجمال عبد الناصر»، و«الإخوان والسادات» حسب صحيفة اليوم السابع المصرية.

## اختيار الشخصيات
يشارك في المسلسل أكثر من 300 شخصية، منهم الفنان عبد العزيز مخيون دور «الهضيبي» (والذي كان في دور بسيط وثانوي في نهاية الجزء الأول)، والفنان محمد فهيم دور «سيد قطب»، وصابرين بشخصية «زينب الغزالي»، وكذلك يقدم ياسر المصري دور «عبد الناصر»، ويستمر أحمد عزمي بشخصيته التي قدمها في الجزء الأول وهي شخصية «عبد الرحمن السندي». وقد حرص المخرج على أن يكون هناك ظهور لممثلين لم يشاركوا في الجزء الأول.وان هناك عددا ضخما مثل في الجزء الأول وكذلك الجزء الثاني يستلزم أكثر من 300 شخصية، وتم اختيارهم أيضا مع مراعاة لغة الجسد وكذلك ملاءمته للدور وإقناع المشاهد، وهو ما فكر فيه حينما اختار الأبطال، حتى يصدقهم الجمهور عند مشاهدة العمل.

### الممثلون
| - محمد البياع: الملك فاروق الأول - ياسر المصري: جمال عبد الناصر - أحمد عزمي: عبد الرحمن السندي - صابرين: زينب الغزالي - إياد نصار: حسن البنا ضيف شرف - طارق عبد العزيز - محمد الشرنوبي: علي عشماوي - محمود عبد المغني: محمود عبد اللطيف - محمد حسني - محمد الأحمدي: عبد الرحمن البنا - أحمد الرافعي - رياض الخولي: إبراهيم عبد الهادي ضيف شرف - شريف سلامة: شمس بدران - إسماعيل محمود: محمد نجيب - منة شلبي - سيف زهران: الضابط إسماعيل فريد - دنيا ماهر: أمال العشماوي - صبحي خليل: محمود الصباغ - أحمد كشك: مصطفى مشهور - أحمد يوسف: أحمد عادل كمال - محمد شاهين: باشا في القصر - محمود البزاوي: صالح عشماوي - شريف ليلة: باشا في القصر - أحمد عبد السلام - شادي سرور: قائد الحرس في القصر - عبد الحميد سند: اللواء أحمد طلعت - لبنى ونس: زوجة الهضيبي - ماهر سليم: الدماطي - بسنت: ابنة الهضيبي - ياسر علي ماهر: حسن بك يوسف - محمد حسيب: علي ماهر باشا - ضياء سليمان: أحمد زكي - إبراهيم عمران: شاويش السجن - مصطفى منصور: شحاتة عبد الجواد - محمود عامر: الضابط عبد المولى - رامي الحجار: عز الدين إبراهيم - أيمن الدريني: نجيب جويلف - عادل البنا - فتوح أحمد: محمد حامد جودة باشا - سعيد الصالح: شيخ المسجد - شريف عواد: دكتور يوسف شاهين - جمال ثابت: عبد الحكيم عابدين - احمد صلاح: عبد اللطيف البغدادي | - حازم سعيد - محمود الجندي: مصطفى النحاس - عامر طاهر: مدير مكتب حسن العشماوي - كريم مغاوري: كريم ثابت - ناصر شاهين: مدرب الرماية بالتنظيم السري - محمد محسن: يوسف صديق - محمد أشرف: صبي تصليح البوابير - أحمد بسيم: محمد النصيري - عبد الله صابر: حلمي عبد المجيد - اشرف عبد الفضيل: بائع الجرائد - محمد يونس - حامد الأحمدي: عبد الرحمن البنا - فاطمة عادل: أمينة قطب - سناء شافع: الشيخ عبد الحميد دراز - رامي الطمباري: زكريا محيي الدين - وائل المهدي: حسين كمال الدين - محمد حاتم: مصطفى مؤمن - محمود غريب: يوسف طلعت - محمد رمزي: كمال الدين حسين - احمد عبد الرازق - مصطفى عبد السلام: عبد الحكيم عامر - كريم الباسطي - فكري صادق: سالم باشا - هاني إبراهيم - أحمد فهيم: خميس حميدة - حسام فارس: محمد الغزالي - محمد نصر: محمد أنور السادات - ماجدة ماهر - محمود الشوربجي: الوزير محمد العشماوي - نادر الجريتلي: مدير مكتب فؤاد سراج الدين - جمال الفيشاوي: صاحب دار الكتاب العربي - زياد يوسف - عثمان شكري سليم - محمد العمروسي:خالد محيي الدين - شريف عمر: عبد المنعم عبد الرءوف - عماد الطيب - أحمد الرفاعي - عبد الرحيم حسن - عماد العروسي - نادر نور - محمد الحمدي - محمود حجازي: محيي الدين هلال - علاء ديجاني | - عمرو صالح - محمد عادل - عزت بدران - أحمد أبو تريكة - حجاج عبد العظيم: مأمور سجن طره - أحمد إبراهيم - أمجد عابد: هنداوي دوير - محمد مرزبان - عهدي صادق - درة زروق: راشيل - يحيى أحمد: إبراهيم الطيب - ضياء عبد الخالق: وكيل النيابة - اسلام سعيد - حسن حرب: محمد حسنين هيكل - علاء زينهم: عبد القادر عودة - محمد الكيلاني: حسن العشماوي - تامر نبيل: محمد يوسف هواش - شريف حلمي: محمود رياض - أسامة عبد الله: عبد الفتاح إسماعيل - شريف إدريس: الرائد عبد الباسط البنا - احمد سمير عباس: صلاح سالم - علي الطيب: أحمد عبد المجيد - نضال الشافعي: أحمد حسن الباقوري - رمزي لينر: منير الدلة - مصطفى طلبة - إدوارد: فيكتور جريجور - مجدي بدر: محمد عبد الفتاح رزق شريف - أشرف صالح: عبد العال سلومة - محمد حسن: عوض عبد المتعال - فكري سليم - مصطفى حشيش: فؤاد سراج الدين - صبري عبد المنعم: القاضي - عواد سليمان: حسن إبراهيم - حسن العدل: عبد العزيز عطية - رحاب عرفة: سكرتيرة زينب الغزالي - أحمد دياب: محمد حيدر باشا - عبد الرحمن دياب: عبد الفتاح ثروت - ولاء الشريف: ابنة الهضيبي - إسراء: سيدة تصليح البابور - عبد السلام الدهشان - جميل عزيز - جمال فرج: رئيس الأركان - أحمد بدير: بدران السبيعي | - أحمد زايد: فتحي علام - بسام رجب: اللواء عبد الرحمن عمار - حسام فياض: موظف القصر - مدحت جندي: الشيخ مؤنس - خالد الشيوي: مصطفى الجابري - جلال عبد القادر: حسين سري باشا - فاروق هاشم - حسن عبد الله: مصطفى كمال عبد المجيد - إبراهيم السمان: أنس الحجاجي - كامل إبراهيم - ياسر عزت - فرح يوسف - أحمد حسين - محمد مهران: شكري مصطفى - محمود حافظ: إسماعيل الفيومي - أحمد عبد الحميد - هشام الشربيني - محمود اللوزي - كمال السيد - أحمد الطماني - حنان عادل: حميدة قطب - أحمد مصطفى: سكرتير سيد قطب - علاء حسني: الضابط صلاح شادي - أشرف زكي: النائب العام صلاح نصار - صدقي صخر: وكيل النيابة ممدوح البلتاجي - حسام جدعو: محمد بديع - أحمد ماجد: محمود عزت - أحمد عبد الله محمود: وكيل النيابة حسن جمعة - خالد كمال: وكيل النيابة سمير ناجي - مينا النجار: سامي شرف - أحمد عودة: صفوت الروبي - عمرو فريد: حمزة البسيوني - إبراهيم غريب: الشيخ محمد فرغلي - محمد فراج: وكيل النيابة حسين لبيب - شريف العجمي: وكيل النيابة مصطفى طاهر - حسني شتا: وكيل النيابة إسماعيل زعزوع - حمدي ندا: عبد اللطيف باشا طلعت - عادل شعبان: يوسف القرش البقال - عزوز عادل - محمد مجدي: ضابط الجوازات - محمد فهيم: سيد قطب - عبد العزيز مخيون: حسن الهضيبي |

### إداريون
| - وحيد حامد: مؤلف - شريف البنداري: مخرج - مراد مصطفى: مساعد مخرج أول - أسامة فريد - محمد الطحاوي: مخرج منفذ - أيمن يوسف: سكريبت حركة - محمد فريد: سكريبت ملابس - راسم ماهر - يوسف نعمان: مساعد مخرج - احمد تمام: مدير طاقم - محمد كردوس: مدير الإنتاج - محمد عشوب: إشراف على الماكياج - محمد عبد الحميد: مكياج | - محمد حافظ: كوافير - قشطة: جافر - محمد إبراهيم: كي جريب - عباس صابر: منسق المناظر - راضي ستامنكوفيش: المصور - كريم فؤاد - فادي الصاوي - فوكس بولر - ياسر فوزي - محمد علي: الإدارة المالية - إيهاب لطفي - أحمد عبد الشافي: الإدارة المالية - تصميم وتنفيذ التترات: طارق علي - عادل عبد العظيم الليثي - شريف مصطفى: مساعدين ديكور | - أحمد يحيي كامل: مهندس الصوت - حسن أبو جبل: أشراف صوت - عمرو سند: مدير إدارة الإنتاج - إيهاب سمير: منتج منفذ - ياسر النجار: مؤثرات ضوئية - رامي عيد - رامي فوزي: مؤثرات ضوئية - أحمد العجاتي: أعمال مونتاج - دارين حمدي - محمد ممدوح - نور عماد: مونتير مساعد - باسم يوحنا: كولوريست - إيهاب أمين: مكساج | - منية فتح الباب: استايلست - عمر خيرت: موسيقى - وليد الصباغ: منتج فني - محمد أمين: الأشراف الفني والديكور - محمد عيد: مونتير - فيكتور كريدي: مدير التصوير - حسين خليل: إشراف على الإنتاج - وحيد حامد: الإشراف على الإنتاج - كامل أبو علي: منتج - مجموعة إعلام المصريين: منتج |